# Feels (bài hát)
"Feels" là một bài hát được thu âm và sản xuất bởi DJ người Scotland Calvin Harris. Bài hát sử dụng giọng hát của các ca sĩ kiêm nhạc sĩ người Mỹ Pharrell Williams và Katy Perry cũng như rapper người Mỹ Big Sean. "Feels" được phát hành vào ngày 15 tháng 6 năm 2017 qua Sony Music với vai trò là đĩa đơn thứ tư từ album phòng thu thứ năm Funk Wav Bounces Vol. 1 (2017) của Harris, sau "Slide", "Heatstroke" và "Rollin". Starrah đã hỗ trợ các nghệ sĩ viết bài hát.
"Feels" đã đạt vị trí số một ở Bỉ, Pháp, Israel, Latvia, Lebanon, Ba Lan và Vương quốc Anh, lọt vào top 10 ở Argentina, Úc, Áo, Canada, Costa Rica, Cộng hòa Séc, Đan Mạch, Phần Lan, Đức, Hungary, Ireland, Malaysia, Hà Lan, New Zealand, Na Uy, Panama, Paraguay, Bồ Đào Nha, Scotland, Slovakia, Serbia, Slovenia, Tây Ban Nha và Thụy Sĩ, và top 20 ở Ý, Thụy Điển và Hoa Kỳ.

## Danh sách bài hát
| Tải kỹ thuật số | Tải kỹ thuật số                                                 | Tải kỹ thuật số |
| STT             | Nhan đề                                                         | Thời lượng      |
| --------------- | --------------------------------------------------------------- | --------------- |
| 1.              | "Feels" (hợp tác cùng Pharrell Williams, Katy Perry & Big Sean) | 3:43            |

## Xếp hạng
| Bảng xếp hạng (2017)                          | Vị trí cao nhất |
| --------------------------------------------- | --------------- |
| Argentina (Monitor Latino)                    | 7               |
| Úc (ARIA)                                     | 3               |
| Australia Dance (ARIA)                        | 1               |
| Áo (Ö3 Austria Top 40)                        | 5               |
| Bỉ (Ultratop 50 Flanders)                     | 3               |
| Bỉ (Ultratop 50 Wallonia)                     | 1               |
| Bolivia (Monitor Latino)                      | 3               |
| Brazil (Brasil Hot 100 Airplay)               | 2               |
| Canada (Canadian Hot 100)                     | 5               |
| Canada AC (Billboard)                         | 28              |
| Canada CHR/Top 40 (Billboard)                 | 11              |
| Canada Hot AC (Billboard)                     | 14              |
| Chile (Monitor Latino)                        | 15              |
| Colombia (National-Report)                    | 12              |
| Costa Rica (Monitor Latino)                   | 8               |
| Croatia (HRT)                                 | 1               |
| Cộng hòa Séc (Rádio Top 100)                  | 5               |
| Cộng hòa Séc (Singles Digitál Top 100)        | 5               |
| Đan Mạch (Tracklisten)                        | 4               |
| Ecuador (National-Report)                     | 19              |
| El Salvador (Monitor Latino)                  | 12              |
| Phần Lan (Suomen virallinen lista)            | 10              |
| Pháp (SNEP)                                   | 6               |
| Đức (GfK)                                     | 9               |
| Guatemala (Monitor Latino)                    | 17              |
| Hungary (Dance Top 40)                        | 2               |
| Hungary (Rádiós Top 40)                       | 2               |
| Hungary (Single Top 40)                       | 4               |
| Hungary (Stream Top 40)                       | 9               |
| Iceland (Tonlist)                             | 1               |
| Ireland (IRMA)                                | 3               |
| Israel (Media Forest)                         | 1               |
| Ý (FIMI)                                      | 20              |
| Nhật Bản (Japan Hot 100)                      | 31              |
| Lebanon (Lebanese Top 20)                     | 1               |
| Malaysia (RIM)                                | 4               |
| Mexico (Mexico Airplay)                       | 21              |
| Mexico Streaming (AMPROFON)                   | 12              |
| Hà Lan (Dutch Top 40)                         | 6               |
| Netherlands (Mega Top 50)                     | 8               |
| Hà Lan (Single Top 100)                       | 9               |
| New Zealand (Recorded Music NZ)               | 2               |
| Na Uy (VG-lista)                              | 5               |
| Panama (Monitor Latino)                       | 9               |
| Paraguay (Monitor Latino)                     | 6               |
| Philippines (Philippine Hot 100)              | 22              |
| Ba Lan (Polish Airplay Top 100)               | 1               |
| Ba Lan (Dance Top 50)                         | 8               |
| Bồ Đào Nha (AFP)                              | 8               |
| Russia (Top Radio Hits)                       | 52              |
| Scotland (OCC)                                | 2               |
| Serbia (Radiomonitor)                         | 2               |
| Slovakia (Rádio Top 100)                      | 6               |
| Slovakia (Singles Digitál Top 100)            | 4               |
| Slovenia (SloTop50)                           | 4               |
| South Korea International (Gaon)              | 21              |
| Tây Ban Nha (PROMUSICAE)                      | 5               |
| Thụy Điển (Sverigetopplistan)                 | 18              |
| Thụy Sĩ (Schweizer Hitparade)                 | 6               |
| Anh Quốc (OCC)                                | 1               |
| Ukraine Airplay (Tophit)                      | 58              |
| Uruguay (Monitor Latino)                      | 8               |
| Hoa Kỳ Billboard Hot 100                      | 20              |
| Hoa Kỳ Adult Pop Airplay (Billboard)          | 16              |
| Hoa Kỳ Dance Club Songs (Billboard)           | 15              |
| Hoa Kỳ Hot Dance/Electronic Songs (Billboard) | 1               |
| Hoa Kỳ Hot R&B/Hip-Hop Songs (Billboard)      | 10              |
| Hoa Kỳ Pop Airplay (Billboard)                | 8               |
| Hoa Kỳ Rhythmic (Billboard)                   | 7               |
| Venezuela (National-Report)                   | 24              |

| Bảng xếp hạng (2017)                      | Vị trí |
| ----------------------------------------- | ------ |
| Argentina (Monitor Latino)                | 37     |
| Australia (ARIA)                          | 28     |
| Austria (Ö3 Austria Top 40)               | 44     |
| Belgium (Ultratop Flanders)               | 19     |
| Belgium (Ultratop Wallonia)               | 18     |
| Bolivia (Monitor Latino)                  | 88     |
| Canada (Canadian Hot 100)                 | 32     |
| Colombia (Monitor Latino)                 | 59     |
| Costa Rica (Monitor Latino)               | 16     |
| Chile (Monitor Latino)                    | 80     |
| Denmark (Tracklisten)                     | 42     |
| El Salvador (Monitor Latino)              | 20     |
| France (SNEP)                             | 25     |
| Germany (Official German Charts)          | 59     |
| Honduras (Monitor Latino)                 | 51     |
| Hungary (Dance Top 40)                    | 30     |
| Hungary (Rádiós Top 40)                   | 34     |
| Hungary (Single Top 40)                   | 24     |
| Hungary (Stream Top 40)                   | 27     |
| Italy (FIMI)                              | 69     |
| Mexico (Monitor Latino)                   | 77     |
| Netherlands (Dutch Top 40)                | 31     |
| Netherlands (Single Top 100)              | 43     |
| New Zealand (Recorded Music NZ)           | 30     |
| Nicaragua (Monitor Latino)                | 69     |
| Paraguay (Monitor Latino)                 | 56     |
| Panama (Monitor Latino)                   | 79     |
| Peru (Monitor Latino)                     | 70     |
| Poland (ZPAV)                             | 35     |
| Portugal (AFP)                            | 42     |
| Slovenia (SloTop50)                       | 35     |
| Sweden (Sverigetopplistan)                | 82     |
| Switzerland (Schweizer Hitparade)         | 50     |
| UK Singles (Official Charts Company)      | 24     |
| Uruguay (Monitor Latino)                  | 67     |
| US Billboard Hot 100                      | 74     |
| US Hot Dance/Electronic Songs (Billboard) | 10     |
| US Hot R&B/Hip-Hop Songs (Billboard)      | 38     |
| US Mainstream Top 40 (Billboard)          | 42     |
| US Rhythmic (Billboard)                   | 46     |
| Bảng xếp hạng (2018)                      | Vị trí |
| Argentina (Monitor Latino)                | 26     |
| Colombia (Monitor Latino)                 | 95     |
| France (SNEP)                             | 188    |
| Hungary (Dance Top 40)                    | 13     |
| Hungary (Rádiós Top 40)                   | 72     |
| Portugal (AFP)                            | 181    |
| US Hot Dance/Electronic Songs (Billboard) | 72     |
| Bảng xếp hạng (2019)                      | Vị trí |
| Portugal (AFP)                            | 1442   |

## Chứng nhận
| Quốc gia                                                                                             | Chứng nhận  | Số đơn vị/doanh số chứng nhận |
| --- | ----------- | ----------------------------- |
| Úc (ARIA)                                                                                            | 4× Platinum | 280.000‡                      |
| Áo (IFPI Áo)                                                                                         | Gold        | 15.000‡                       |
| Bỉ (BEA)                                                                                             | Platinum    | 0‡                            |
| Đan Mạch (IFPI Đan Mạch)                                                                             | Platinum    | 90.000‡                       |
| Pháp (SNEP)                                                                                          | Diamond     | 233.333‡                      |
| Đức (BVMI)                                                                                           | Gold        | 150.000‡                      |
| Ý (FIMI)                                                                                             | 2× Platinum | 100.000‡                      |
| México (AMPROFON)                                                                                    | 4× Platinum | 240.000‡                      |
| New Zealand (RMNZ)                                                                                   | Platinum    | 30.000‡                       |
| Na Uy (IFPI)                                                                                         | 3× Platinum | 180.000‡                      |
| Ba Lan (ZPAV)                                                                                        | 3× Platinum | 60.000‡                       |
| Bồ Đào Nha (AFP)                                                                                     | Platinum    | 10.000‡                       |
| Tây Ban Nha (PROMUSICAE)                                                                             | Platinum    | 40.000‡                       |
| Thụy Điển (GLF)                                                                                      | 2× Platinum | 40.000‡                       |
| Thụy Sĩ (IFPI)                                                                                       | Platinum    | 20.000‡                       |
| Anh Quốc (BPI)                                                                                       | 2× Platinum | 1.200.000‡                    |
| Hoa Kỳ (RIAA)                                                                                        | 3× Platinum | 3.000.000‡                    |
| * Chứng nhận dựa theo doanh số tiêu thụ. ‡ Chứng nhận dựa theo doanh số tiêu thụ và phát trực tuyến. |             |                               |

## Lịch sử phát hành
| Quốc gia       | Ngày             | Định dạng              | Hãng đĩa      | Nguồn         |
| -------------- | ---------------- | ---------------------- | ------------- | ------------- |
| Nhiều quốc gia | 15 tháng 6, 2017 | Tải kỹ thuật số        | Columbia Sony | [ 3 ] [ 139 ] |
| Ý              | 16 tháng 6, 2017 | Contemporary hit radio | Sony          | [ 140 ]       |
| Hoa Kỳ         | 20 tháng 6, 2017 | Contemporary hit radio | Columbia      | [ 141 ]       |
| Vương quốc Anh | 23 tháng 6, 2017 | Contemporary hit radio | Columbia Sony | [ 142 ]       |